# HKD Teatar
HKD Teatar je udruga kazališnih profesionalaca osnovana 1993. godine. Osnovna im je djelatnost izvođenje dramskih predstava. Sjedište im je na pozornici Hrvatskog kulturnog doma u Rijeci.

## Povijest
HHD Teatar osnovali su dramski glumac Nenad Šegvić i redatelj Lary Zappia. Prva postavljena predstava bila je Tko se boji Wirginije Woolf? (Edward Albee) u režiji Lary Zappie, a igrali su Edita Karađole, Nenad Šegvić, Predrag Sikmić (u alternaciji: Alen Liverić) i Sabina Salamon Jurčić. Najuspješnija predstava im je Predstava Hamleta u selu Mrduša Donja (Ivo Brešan) u režiji Lary Zappie, premijerno izvedena 2005. godine te nagrađena na mnogim festivalima. 
1994. godine zajedno s gradom Rijeka osnivaju Međunarodni festival malih scena. Osnivač i prvi umjetnički voditelj je Nenad Šegvić, a prvim je izbornikom bio Dalibor Foretić, kazališni kritičar. Danas je to jedan od najuglednijih hrvatskih kazališnih festivala. 

## Vanjske poveznice
- Službena stranica  Arhivirana inačica izvorne stranice od 15. listopada 2011. (Wayback Machine)